# بازداشتگاه پروان

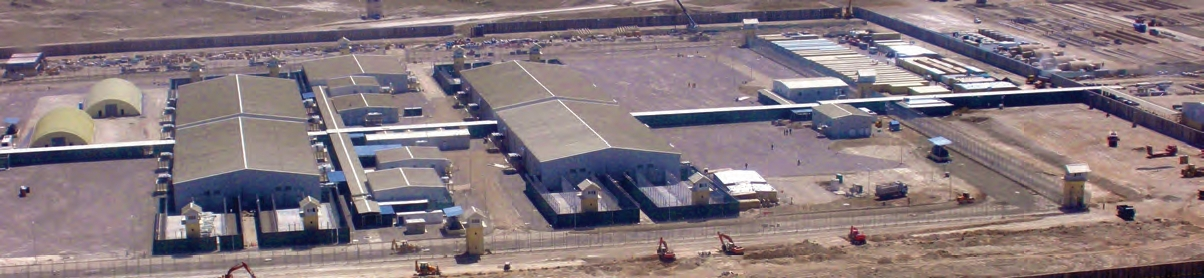
نمای هوایی بازداشتگاه پروان در سال ۲۰۰۹

بازداشتگاه پروان (انگلیسی: Parwan Detention Facility) زندانی تحت اداره افغانستان است که در کنار میدان هوایی بگرام در ولایت پروان واقع شده است. این زندان از ژوئن ۲۰۱۱ زندانیان بیشتری از بازداشتگاه گوانتانامو دارد. رفتار با زندانیان، پس از کشته شدن دو زندانی افغان در این بازداشتگاه و در اثر شکنجه در سال ۲۰۰۲ میلادی تحت نظر و بررسی است. این مکان، به همراه بازداشتگاه واقع در خلیج گوانتانامو در کوبا و زندان ابوغریب در عراق، به زندان‌های سیاه مشهورند.
در زمان تحویل مسئولیت زندان بگرام از نیروهای آمریکایی به دولت افغانستان، مسئولیت نگهداری ۳ هزار و ۸۵ تن از زندانیان بگرام به عهده دولت افغانستان بود. اما نگهداری ۶۰۰ زندانی افغان و ۵۰ زندانی که از کشورهای دیگر بودند همچنان در درست ایالات متحده آمریکا باقی ماند.

## اعتراض حامد کرزی
حامد کرزی رئیس‌جمهور پیشین افغانستان در سال ۲۰۱۴ با انتقاد شدید از ایالات متحده آمریکا بازداشتگاه بگرام را "کارخانه طالب‌‌سازی" خوانده بود. او گفته بود: «بگرام جایی است که مردم بیگناه آن جا آورده می‌شوند و به آنها علیه خاک خود و دولت خود نفرت سپرده می‌شود ... از راه توهین، شکنجه و آزار. زندان بگرام جایی است که مردم بیگناه افغانستان انداخته می‌شوند و از آنجا علیه کشور خود بسیج می‌شوند».
حامد کرزی گفته بود در سال ۲۰۰۸ در جریان سفر یک هیأت مجلس سنای ایالات متحده آمریکا به افغانستان، یک عضو این مجلس به او گفت: «ما اگر شک کوچکی به کسی داشته باشیم او را زندانی می‌کنیم». من گفتم: «این کاری است که شوروی‌ها در افغانستان کردند و باعث بلوا و بغاوت عظیم و جهاد در افغانستان شد». گفت: «که نخیر، ما تاسیسات بزرگتری می‌سازیم و مردم زیادتری از خاک شما را زندانی می‌کنیم». من گفتم: «که نمی‌گذارم که شما این کار را بکنید». گفت: «تو یک آدم هستی، نمی‌توانی جلو ما را بگیری».